# Gutehoffnungshütte

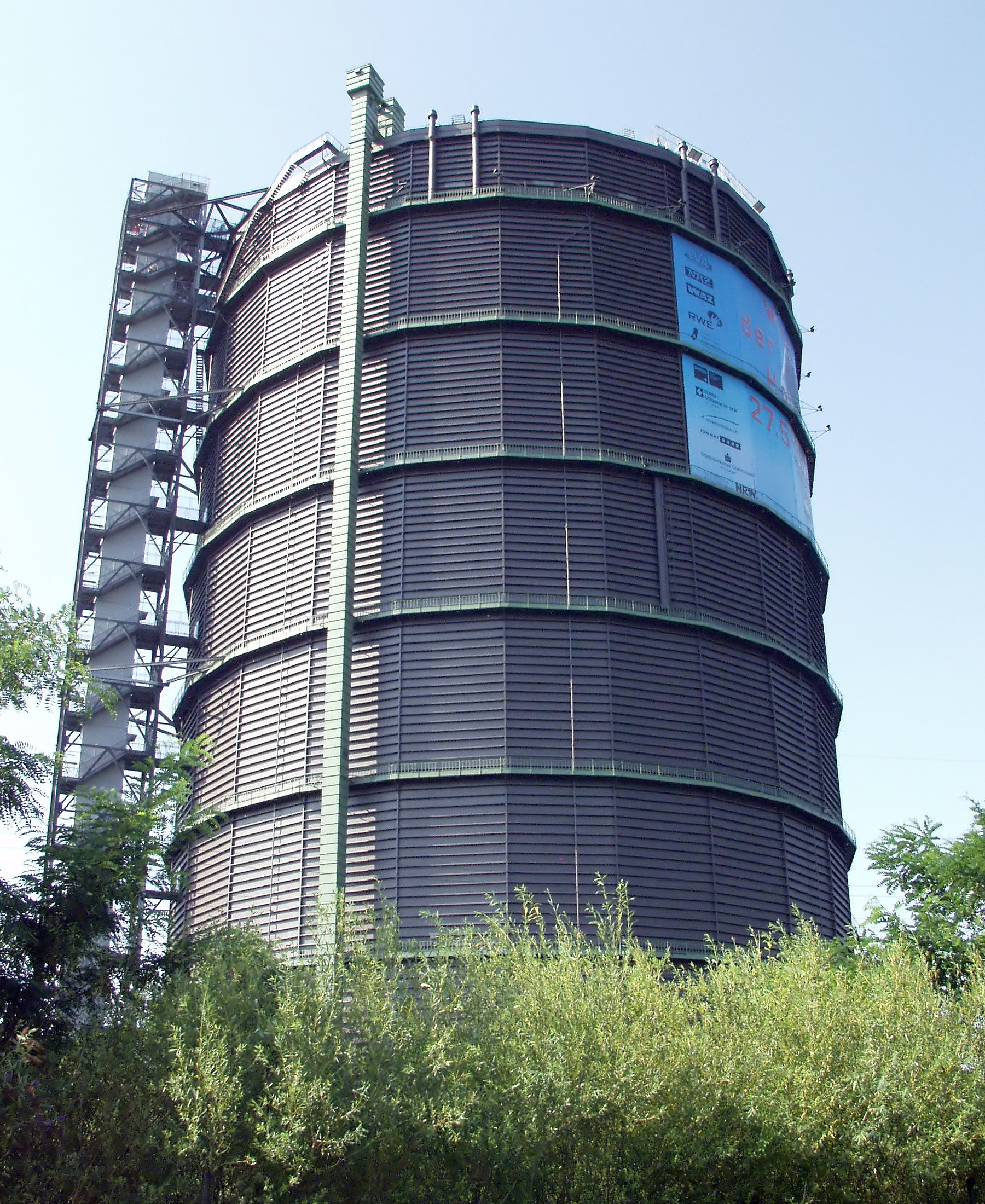
GHH-Gasometer Oberhausen, bis heute ein Wahrzeichen der Stadt und des westlichen Ruhrgebiets

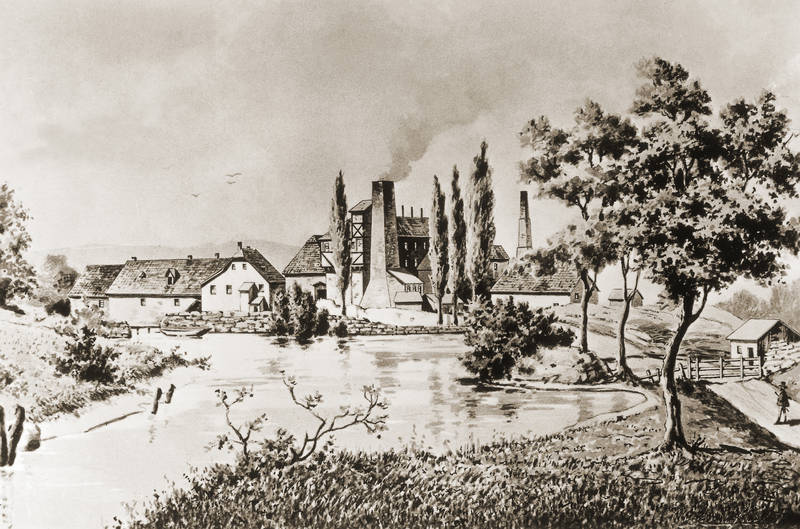
Die Wiege des GHH-Konzerns: St.-Antony-Hütte in Oberhausen-Osterfeld

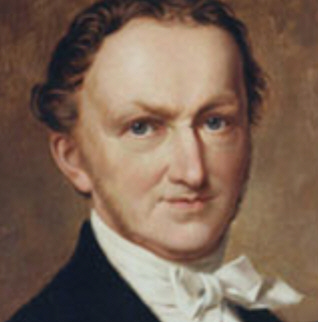
Baute das Unternehmen zielstrebig aus: Franz Haniel (1779–1868)

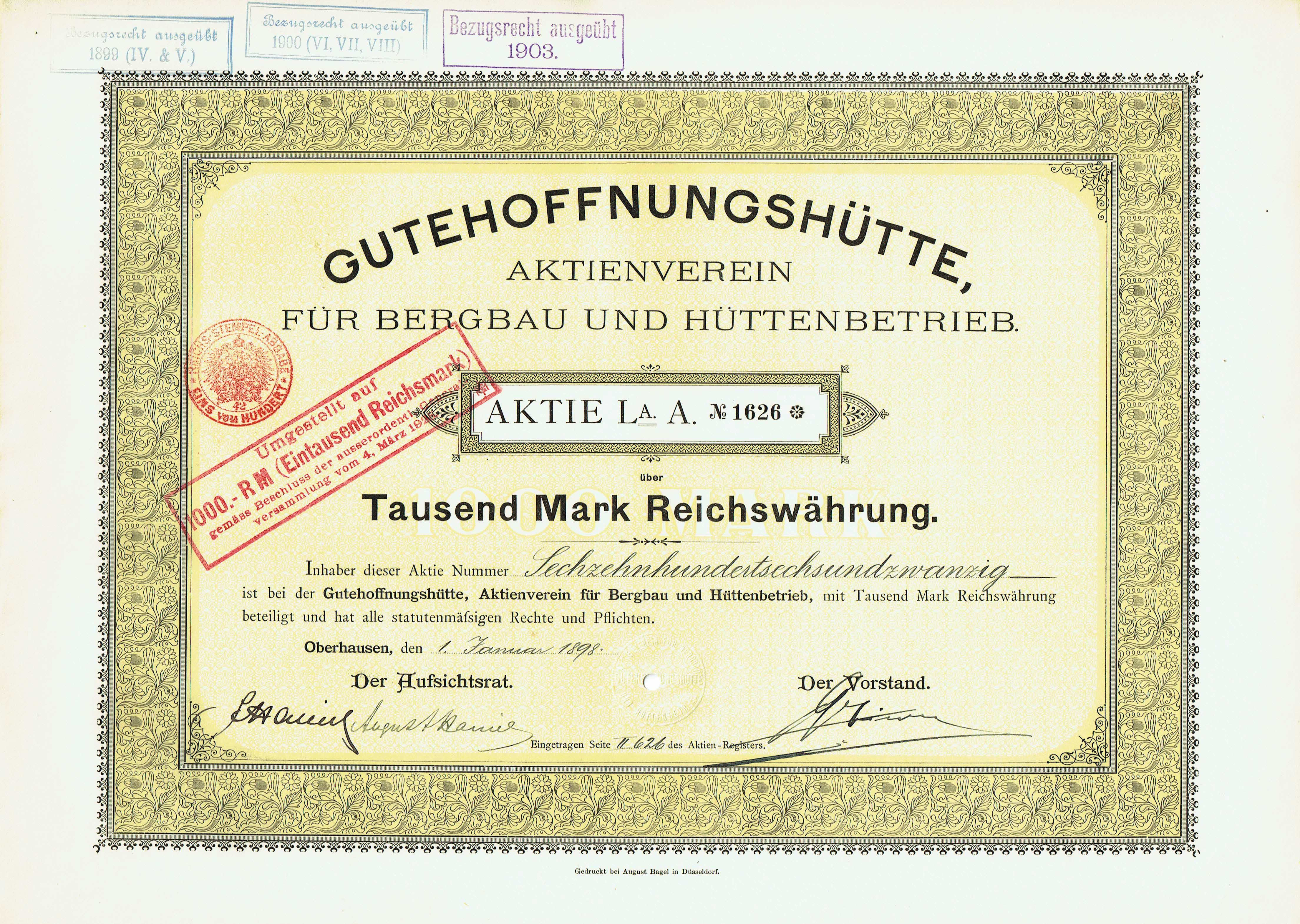
Aktie über 1000 Mark der Gutehoffnungshütte – Aktienverein für Bergbau und Hüttenbetrieb vom 1. Januar 1898

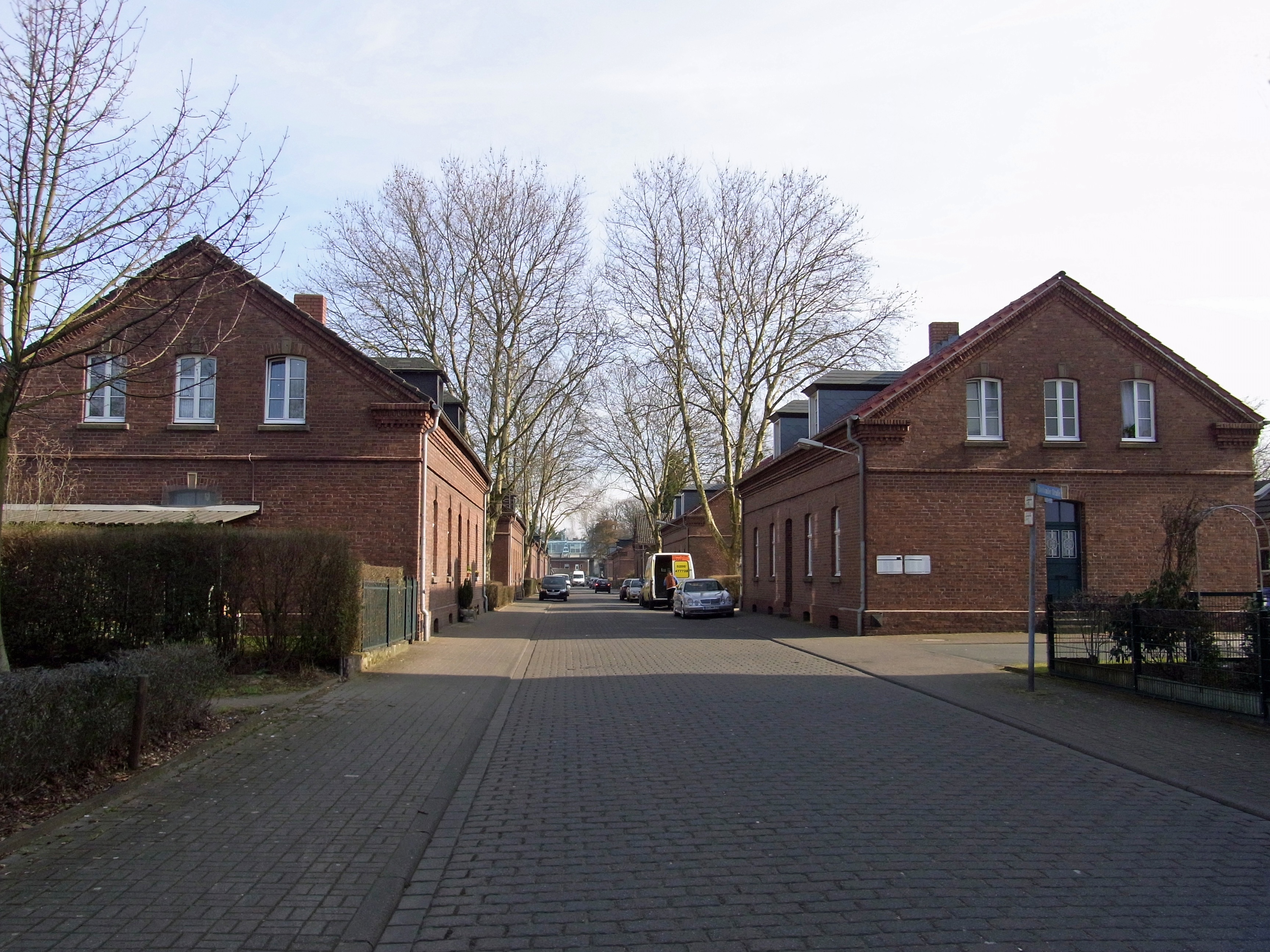
Ehemalige GHH-Werkssiedlung Eisenheim

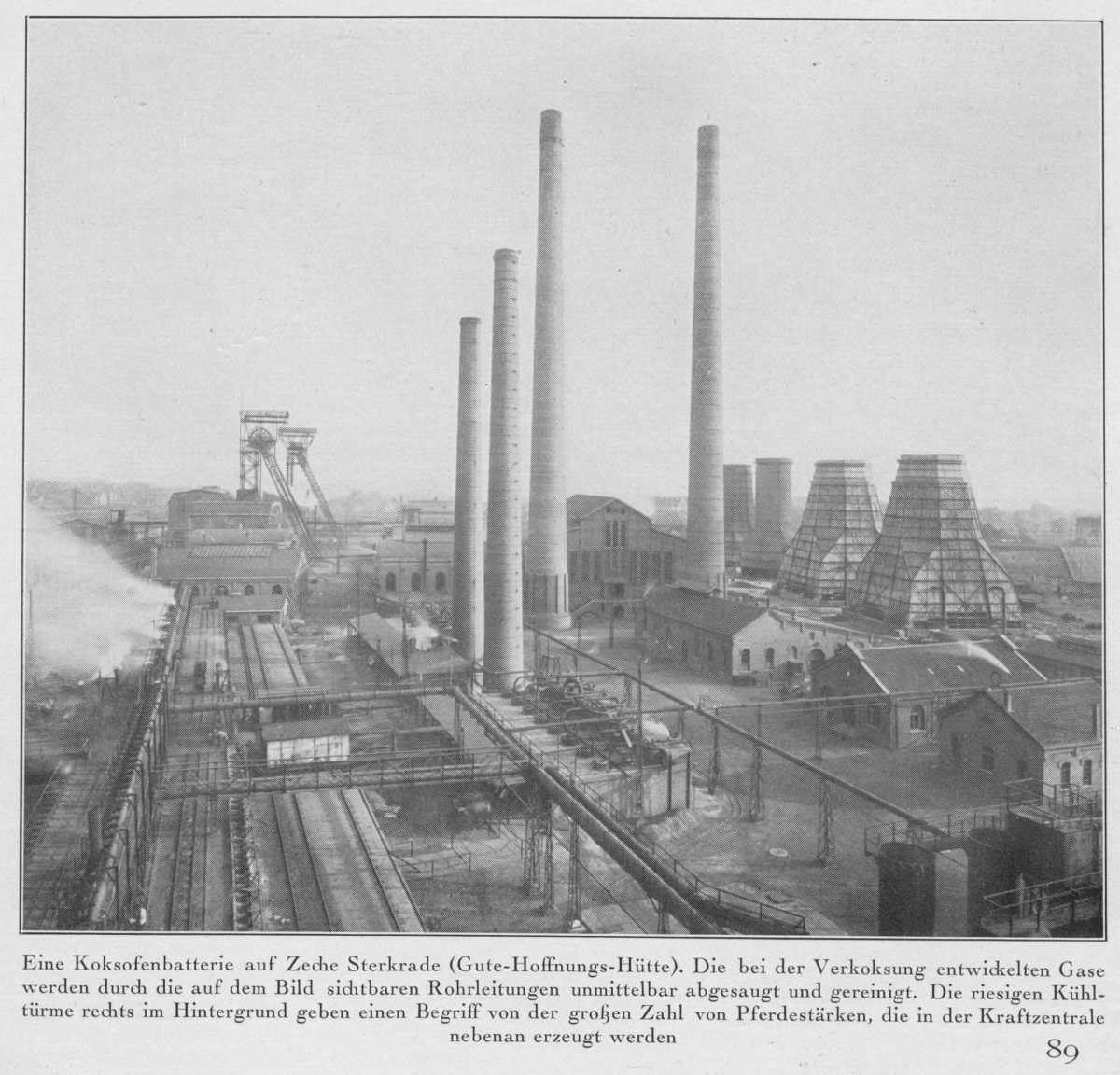
GHH-Zeche Sterkrade um 1920

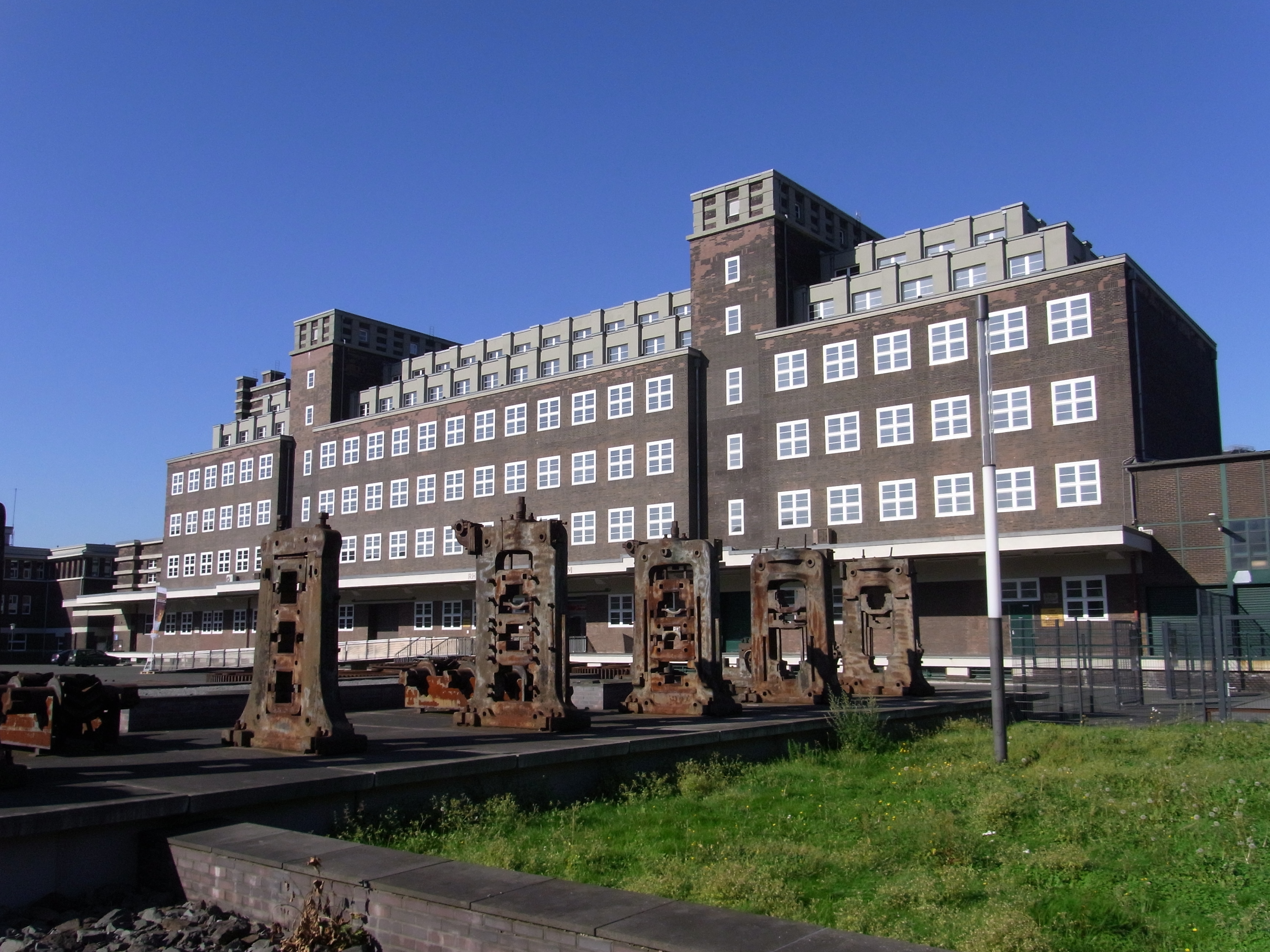
Ehemaliges GHH-Hauptlagerhaus in Oberhausen, erbaut 1921–1925 von Peter Behrens, heute Depot und Ausstellungsort des Rheinischen Industriemuseums

Die Gutehoffnungshütte, Aktienverein für Bergbau und Hüttenbetrieb (kurz GHH) war ein bedeutendes Montan- und Maschinenbauunternehmen mit Sitz in Oberhausen im Ruhrgebiet. Ursprünglich als reiner Hüttenbetrieb gegründet, expandierte die GHH frühzeitig in die Bereiche Bergbau und Weiterverarbeitung, wandelte sich im 20. Jahrhundert zum größten Maschinen- und Anlagenbauer Europas und nahm schließlich 1986 den Namen ihrer größten Tochter MAN an. Die Geschichte der GHH ist eng mit dem Namen der Unternehmerfamilie Haniel verbunden, so dass der Volksmund das Kürzel gern mit Gehört Hauptsächlich Haniel übersetzte.

## Geschichte

### Die Anfänge
Die Wurzeln des späteren GHH-Konzerns liegen in der 1758 gegründeten St.-Antony-Hütte in Oberhausen-Osterfeld, deren Einrichtung zugleich die Geburt des Ruhrgebiets als Eisenverarbeitungszentrum markiert. Die namensgebende Hütte Gute Hoffnung in Oberhausen-Sterkrade nahm ihren Betrieb 1782 auf; 1791 kam in unmittelbarer Nachbarschaft eine dritte Hütte „Neu Essen“ hinzu. Als Finanzinvestorin betätigte sich hier die Fürstäbtissin des Reichsstifts Essen, Maria Kunigunde von Sachsen, die sich zudem an der Hütte „Gute Hoffnung“ beteiligte und 1796 auch noch die Hütte „St. Antony“ erwarb. Als Vorsteher für letztere engagierte sie den Hüttenfachmann Gottlob Jacobi aus Koblenz, der das Werk grundlegend modernisierte und 1799 Anteilseigner wurde.
Nach der 1803 erfolgten Säkularisation des Essener Stifts verlor Maria Kunigunde jedoch das Interesse an ihren Unternehmungen und verkaufte 1805 ihre Anteile an den Hütten St. Antony und Neu-Essen für 23.800 Reichstaler an die Brüder Franz und Gerhard Haniel, während Heinrich Arnold Huyssen, ein Schwager der Haniel-Brüder, etwa zur gleichen Zeit von Helene Amalie Krupp die Gute-Hoffnung-Hütte erwarb. 1808 brachten Huyssen, die Haniel-Brüder sowie Jacobi ihre Anteile in die Hüttengewerkschaft und Handlung Jacobi, Haniel & Huyssen (JHH) ein; der zwei Jahre später (1810) geschlossene erste Gesellschaftervertrag galt lange Zeit als offizielles Gründungsdokument des späteren GHH-Konzerns.
| Jahr          | Mitarbeiter |
| ------------- | ----------- |
| 1810          | 0162        |
| 1830          | 0300        |
| 1846          | 01.607      |
| 1858          | 03.558      |
| 1872          | 08.455      |
| 1876          | 03.491      |
| 1891          | 10.209      |
| 1905          | 20.665      |
| 1917          | 40.095      |
| 1922          | 80.425      |
| 1953          | ≈ 53.000    |
| 1970          | 95.810      |
| 1980          | 86.000      |
| 1987 (MAN AG) | 52.229      |

Unter der Leitung Jacobis und seines Nachfolgers Wilhelm Lueg stieg die JHH ab 1820 in den Maschinenbau ein und leistete in den folgenden Jahrzehnten mit dem Bau von Dampfmaschinen und -schiffen, Lokomotiven, Eisenbahnschienen und Brücken einen wichtigen Beitrag zur Industrialisierung Deutschlands und des Ruhrgebiets. So baute sie 1819 die erste größere Dampfmaschine mit einer Leistung von 12 Pferdestärken, 1830 das erste in eigener Werft produzierte Passagierdampfboot, die Stadt Mainz, und 1840 die erste Lokomotive, die „Ruhr“. Ab 1854 kamen diverse Erz- und Kohlegruben hinzu, darunter die Zeche Oberhausen als erste Hüttenzeche im Ruhrgebiet. Zuvor hatte Franz Haniel auf eigene Rechnung bereits mehrere Bergwerksbeteiligungen erworben, darunter an der Zeche Zollverein in Essen, die 1851 die Förderung aufnahm. Durch die Verbindung von Erz- und Kohlegruben, die per Schiff und Eisenbahn die eigenen Hüttenwerke versorgten, trieb Franz Haniel die vertikale Integration seines Konzerns erfolgreich voran.
Zugleich galten Haniel und die JHH als typische Vertreter eines sozial verpflichteten „Rheinischen Kapitalismus“. So wurden zwischen 1832 und 1847 mehrere Unterstützungskassen gegründet, die die Arbeiter im Falle von Krankheit oder Unfall absichern sollten. Die JHH errichtete auch Häuser in der Nähe ihrer Zechen für die Stammbelegschaft, darunter 1844 die Siedlung Eisenheim, die heute unter Denkmalschutz steht.

### Wandel zum Maschinenbau-Konzern
Nach dem Tod ihres letzten Mitgründers Huyssen wurde die bisherige Personenhandelsgesellschaft JHH im Jahre 1873 auf Betreiben von Hugo Haniel in eine Kapitalgesellschaft mit Namen Actienverein für Bergbau und Hüttenbetrieb, Gutehoffnungshütte (GHH) umgewandelt, deren Anteile auch weiterhin im Besitz der jeweiligen Nachkommen verblieben. Erster Vorstandsvorsitzender wurde Carl Lueg, während Hugo Haniel den Vorsitz im Aufsichtsrat übernahm. In den folgenden Jahren traf die Gründerkrise das Unternehmen hart: Die Preise für Schienen, Stabeisen und Blech fielen um die Hälfte, der Warenumsatz sank von 21 auf 12 Millionen, die Kapitalbasis von 30 auf 7 Millionen Mark. Um Kosten zu senken und die Produktion effektiver zu gestalten, ging die GHH noch in den 1870er Jahren zum Thomas-Verfahren in der Stahlproduktion über.
1909 übernahm der schwäbische Bergbautechniker Paul Reusch die Leitung der GHH. Er baute den ohnehin schon starken, verarbeitenden Bereich systematisch weiter aus, unter anderem durch Übernahmen bzw. Mehrheitsbeteiligungen an der Deutschen Werft in Hamburg (1918, heute HDW), der Maschinenfabrik Esslingen (1920), der Zahnradfabrik Augsburg (1923) oder der Deggendorfer Werft (1924). Während der Hyperinflation 1921 ergriff Reusch die Gelegenheit zum Kauf der Maschinenfabrik Augsburg-Nürnberg AG (M.A.N.), wodurch sich die Belegschaft schlagartig verdoppelte und zugleich die Grundlage für die spätere Entwicklung zum späteren MAN-Konzern gelegt wurde. 1924 erfolgte die Übernahme der Deggendorfer Werft und Eisenbau Gesellschaft und bis 1926 wurde zudem die 1920 in Den Haag gegründete Handelsgesellschaft Ferrostaal integriert. Um dem mit den Übernahmen verbundenen sprunghaften Wachstum Rechnung zu tragen, wurde der Gutehoffnungshütte Aktienverein 1923 in eine Holding umgewandelt und die Oberhausener Stammbetriebe in die hundertprozentige Tochtergesellschaft GHH Oberhausen AG überführt. In diese Zeit fällt auch der Bau des markanten Verwaltungs- und Hauptlagerhauses in Oberhausen, das nach Plänen des Architekten Peter Behrens zwischen 1921 und 1925 errichtet wurde und heute unter anderem das zentrale Depot des Rheinischen Industriemuseums beherbergt.
Nachdem die GHH während der Weltwirtschaftskrise 1929–1932 ihre Belegschaft zeitweilig halbieren musste, sorgte der von den Nationalsozialisten forcierte Autobahnbau ab 1933 für einen erhöhten Bedarf an Brückenbauten; zugleich steigerte die Aufrüstung der Wehrmacht den Absatz von Schiffsdieseln für die Kriegs- und Handelsmarine erheblich. Während des Zweiten Weltkriegs beschäftigte die GHH auch Zwangsarbeiter, wobei zum Höchststand 1944 mit etwa 31.500 Mann fast ein Drittel aller Beschäftigten Zwangsarbeiter waren (davon 22.400 ausländische Zivilarbeiter, 8400 Kriegsgefangene und knapp 700 KZ-Häftlinge). Trotz dieser engen Einbindung in die Kriegswirtschaft blieb das Verhältnis zur NSDAP jedoch gespannt: So schied Konzernchef Reusch, der sich wiederholt gegen politische Eingriffe in die Unternehmensführung verwahrt hatte, im Februar 1942 auf Druck des Regimes aus dem Vorstand aus. Zuvor war er in einer internen Stellungnahme der Kanzlei des Führers als „ausgesprochener Reaktionär“ bezeichnet worden, „der mit seiner herabsetzenden und verächtlichen Kritik selbst vor der Person des Führers und des Reichsmarschalls keinen Halt macht.“

### Entflechtung nach 1945

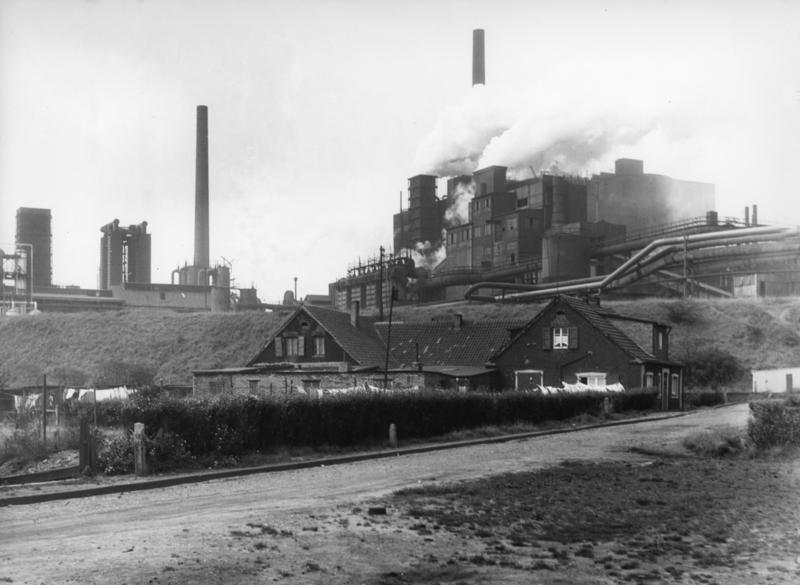
Zeche Osterfeld in den 1950er Jahren. Nach dem von den Alliierten erzwungenen Verzicht auf den Bergbau …

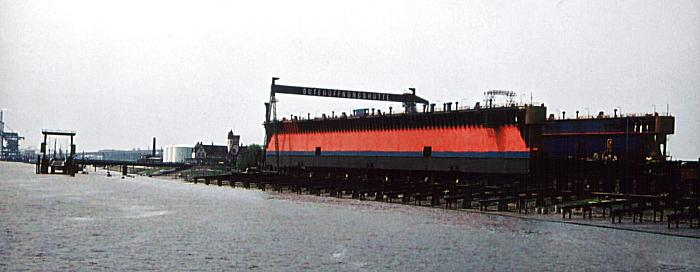
… konzentrierte sich die GHH nach 1945 auf die Bereiche Verarbeitung und Maschinenbau: Schwimmdockwerft der GHH Sterkrade AG in Nordenham-Blexen.

Nach dem Ende des Zweiten Weltkrieges wurde die GHH auf Betreiben der britischen Besatzungsmacht – und gegen den erbitterten Widerstand des damaligen Konzernchefs Hermann Reusch – entflochten und in drei getrennte Bereiche zerschlagen. Insbesondere wurden der Bereich Eisen- und Stahlerzeugung einschließlich des bisherigen GHH-Stammbetriebes als Hüttenwerk Oberhausen AG (HOAG) ausgegliedert, ebenso der Bereich Kohleförderung mit den Zechen Sterkrade, Osterfeld, Oberhausen, Vondern, Jacobi, Franz Haniel und Hugo Haniel, der fortan als Bergbau AG Neue Hoffnung firmierte. Im Zuge der Kohlekrise wurde die Neue Hoffnung 1959 vorübergehend wieder mit der HOAG vereinigt und ging schließlich 1968 in der neugegründeten Ruhrkohle AG auf. Bis 2018 wurden sämtliche Bergwerke (zuletzt die Zeche Franz Haniel) schrittweise stillgelegt.
1968 übernahm die Thyssen AG die Aktienmehrheit an der HOAG. Die verbliebenen Betriebsteile firmierten seit 1971 als Thyssen Niederrhein AG, auch bekannt als Thyssen Niederrhein Oberhausen (TNO). 1979 stellte der letzte aktive Hochofen in Oberhausen (Hochofen A) seine Produktion ein. 1980 wurde am Standort Oberhausen das damals größte Elektrostahlwerk Deutschlands in Betrieb genommen. Als dieses Ende 1997 seine Produktion wieder einstellte, gingen damit 240 Jahre Eisen- und Stahlherstellung in Oberhausen zu Ende.

### Von der GHH zur MAN

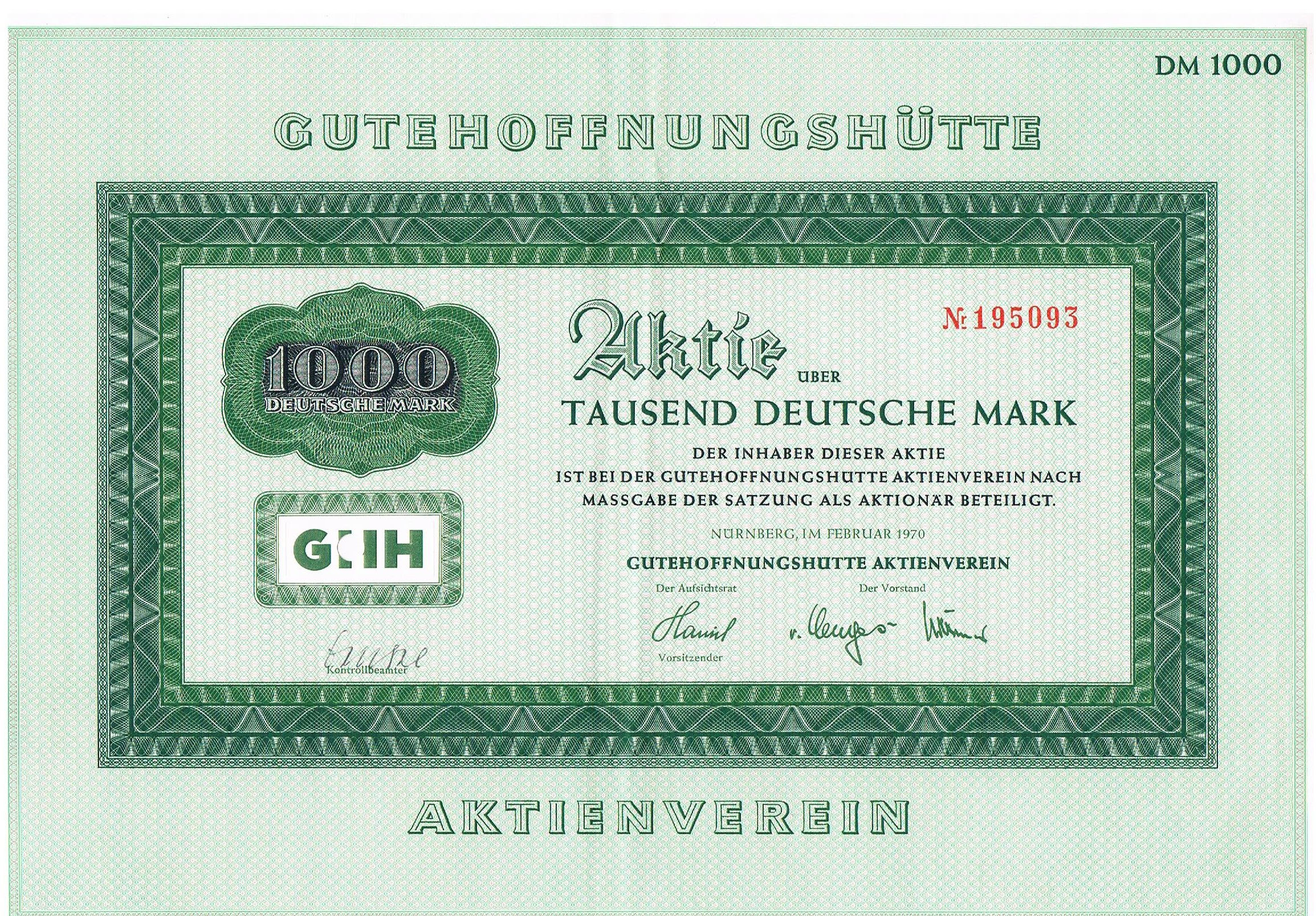
Stammaktie von 1970

Unter dem Dach der GHH verblieben nach 1953 lediglich die Bereiche Verarbeitung, Maschinen- und Anlagenbau einschließlich der Tochterunternehmen M.A.N. und Werften sowie die Handelsaktivitäten (Ferrostaal). Als Konsequenz hieß die Holding fortan nur noch GHH Aktienverein ohne den bisherigen Zusatz „für Bergbau und Hüttenbetrieb“, die bisherige GHH Oberhausen AG wurde in GHH Sterkrade AG umbenannt. Am Standort Blexen wurden 1956 bis 1990 u. a. 41 Schwimmdocks mit bis zu 250 m Länge gebaut.
Obwohl Konzernchef Hermann Reusch die erzwungene Entflechtung zeitlebens als persönliche Niederlage empfand, erwies sie sich langfristig sogar als vorteilhaft für den Konzern, der so von den Kohle- und Stahlkrisen der folgenden Jahrzehnte weitgehend verschont blieb. Stattdessen konzentrierte sich die GHH fortan auf die Bereiche Weiterverarbeitung und Industriedienstleistungen und avancierte so in den 1960er und 1970er Jahren – unterstützt durch gezielte Zukäufe (Büssing, MAN Roland, MTU) – endgültig zum größten Maschinenbaukonzern in Europa.
1982 beschäftigte die GHH bei einem Umsatz von 18,7 Milliarden DM rund 80.000 Mitarbeiter. Davon entfielen jedoch rund 60.000 allein auf die Nutzfahrzeugtochter M.A.N. und die ihr zugeordneten Firmen. Als diese zu Beginn der 1980er Jahre in eine schwere Krise geriet, legte der damalige GHH-Chef Manfred Lennings ein Sanierungskonzept vor, das nicht nur den Rauswurf des bisherigen M.A.N.-Vorstandes, sondern mittelfristig eine vollständige Verschmelzung der bisherigen Tochter in den Mutterkonzern vorsah. Allerdings hatte sich zwischenzeitlich die Eigentümerstruktur der GHH entscheidend verändert, in der nach dem schrittweisen Rückzug der Haniel-Familie, die 1985 ihre letzten Anteile abgab, nun die neuen Großaktionäre Allianz und Commerzbank den Ton angaben. Bei diesen stieß Lennings’ Konzept jedoch auf entschiedenen Widerstand, so dass in der Presse seinerzeit über eine „bayerische Verschwörung“ gegen die Oberhausener Konzernspitze spekuliert wurde. Tatsächlich wurde der Gesamtkonzern nach dem erzwungenen Rücktritt von Lennings ab 1985/86 unter dem Namen der bisherigen Tochter MAN neu geordnet und der Firmensitz von Oberhausen nach München verlegt.
Die in Oberhausen verbliebenen Konzernteile wurden unter Lennings’ Nachfolger Klaus Götte mehrfach umstrukturiert und gingen zum Teil 2004 in der MAN Turbo AG (seit 2018: MAN Energy Solutions) auf. Andere Betriebsbereiche wurden entweder verkauft oder in selbstständige Unternehmen ausgegliedert, von denen einige noch heute das Kürzel GHH im Namen führen. (siehe Nachfolgeunternehmen)

## Personen

Gottlob Jacobi
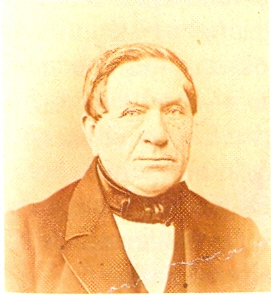
Wilhelm Lueg
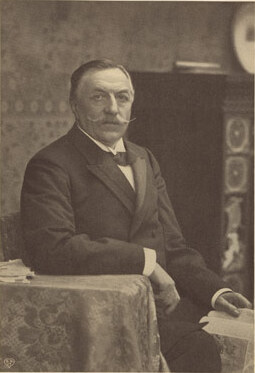
Carl Lueg
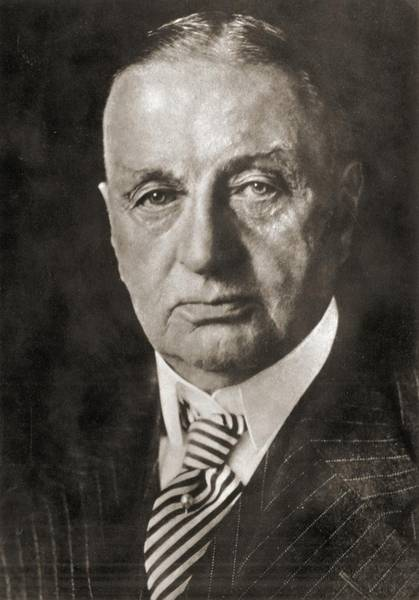
Paul Reusch

### Generaldirektoren der JHH (bis 1873)
- 1810–1823 Gottlob Jacobi
- 1823–1864 Wilhelm Lueg
- 1864–1873 Carl Lueg

### Vorstandsvorsitzende der GHH (ab 1873)
- 1873–1903 Carl Lueg
- 1904 Hugo Jacobi
- 1905–1909 Gottfried Ziegler
- 1909–1942 Paul Reusch
- 1942–1946 Hermann Kellermann
- 1947–1966 Hermann Reusch
- 1966–1975 Dietrich Wilhelm von Menges
- 1975–1983 Manfred Lennings
- 1983–1986 Klaus Götte

### Aufsichtsratsvorsitzende (ab 1873)
- 1873–1880 Hugo Haniel
- 1880–1888 Eduard James Haniel
- 1888–1895 Julius Liebrecht
- 1895–1916 Franz Haniel junior
- 1916–1921 August Haniel
- 1921–1944 Karl Haniel
- 1944–19?? Curt Berthold Haniel
- 19??–19?? Franz Haniel (1883–1965, Sohn von Franz Haniel jun.)
- 1. Aug. 1961–1983 Klaus Haniel
- 1983–1986 Matthias Seefelder[26]

## Wichtige Tochterunternehmen und Beteiligungen
- Büssing AG (seit 1971/72, aufgegangen in MAN Nutzfahrzeuge)
- Deggendorfer Werft und Eisenbau (seit 1924, 2009 mit MAN Turbo verschmolzen)
- Deutsche Werft/HDW (1918–1973)
- Ferrostaal (1921–2008)
- Franz Haniel & Cie. GmbH (1917–1953)
- kabelmetal (1921 als OKD übernommen, 1967 mit Hackethal-Draht fusioniert, 1990 verkauft)
- Maschinenfabrik Augsburg-Nürnberg (seit 1921)
- Maschinenfabrik Esslingen (1920–1965)
- MTU Motoren- und Turbinen-Union (1960–1985)
- Roland Druckmaschinen (1979–2006)
- Schloemann-Siemag (Schloemann seit 1931, Siemag seit 1972, ab 2003 schrittweise verkauft)
- Schwäbische Hüttenwerke (1921–2005)
- Zahnräderfabrik Renk Augsburg (seit 1923)

## Nachfolgeunternehmen

### MAN Gutehoffnungshütte / MAN Energy Solutions
Nach der 1985/86 erfolgten Umstrukturierung der GHH zur MAN AG und der anschließenden Verlegung des Konzernsitzes nach München firmierten die in Oberhausen verbliebenen Konzernteile zunächst einige Zeit unter dem Namen MAN Gutehoffnungshütte GmbH (bzw. AG). Im Zuge der vom damaligen Konzernchef Klaus Götte verfolgten Konsolidierungsstrategie wurden in den folgenden Jahren mehrere Unternehmensbereiche verkauft oder verselbständigt (s. unten). Der zuletzt verbliebene Bereich „Turbomaschinenbau“ wurde 2004 in MAN Turbo umbenannt und 2010 mit einer weiteren Tochtergesellschaft zu MAN Diesel & Turbo fusioniert, der inzwischen als MAN Energy Solutions firmiert.

### GHH Fahrzeuge

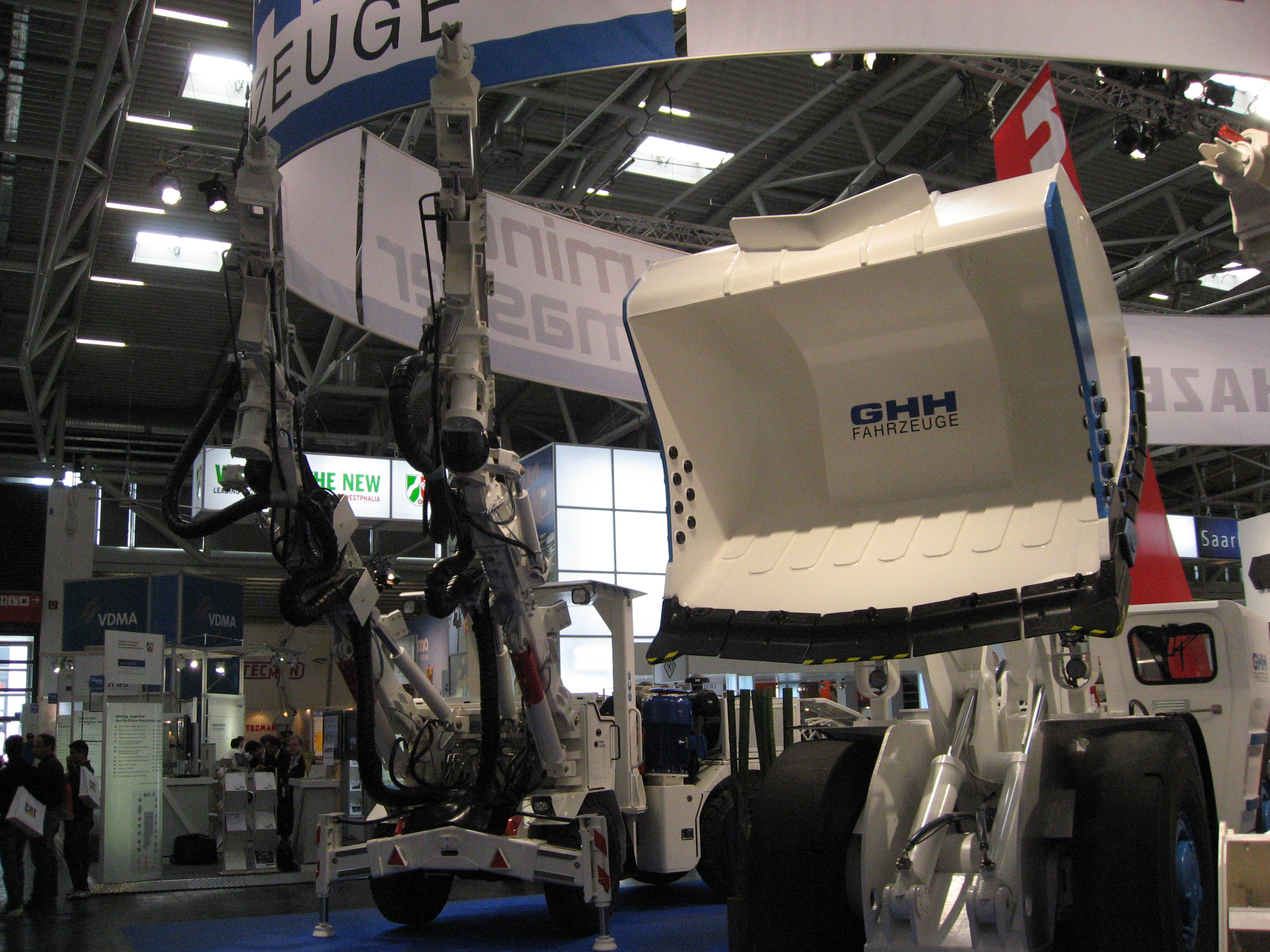
Messestand der GHH Fahrzeuge auf der bauma 2010 in München mit Fahrlader und Bohrwagen

Die GHH Fahrzeuge GmbH entstand 1995 aus dem vormaligen Unternehmensbereich „Bergbau- und Tunnelbaufahrzeuge“ der MAN Gutehoffnungshütte. Sie fertigt Fahrlader und Muldenkipper für den Berg- und Tunnelbau sowie stangenlose Flugzeugschlepper. Von 1999 bis 2024 im Besitz des mittelständischen Unternehmens Schmidt, Kranz & Co., verlegte die GHH Fahrzeuge GmbH ihren Firmensitz, ihre Geschäftsräume und ihre Fertigung im Jahr 2007 nach Gelsenkirchen. Im Jahr 2024 erfolgte die Übernahme durch die Japanische Komatsu Gruppe.

### GHH Rand Schraubenkompressoren
Bereits 1994 war ein Bereich der Kompressorenherstellung in die GHH Schraubenkompressoren GmbH ausgegliedert worden. Seit 1998 war das Unternehmen ein hundertprozentiges Tochterunternehmen des amerikanischen Mischkonzerns Ingersoll Rand und fertigte mit rund 300 Beschäftigten unter der Marke GHH Rand Kompressoren für industrielle Anwendungen sowie Druckluftlösungen für die pneumatische Entleerung von Silo- und Tankwagen. 2018 wurde das Werk geschlossen. Auf dem Gelände soll ein Logistikunternehmen angesiedelt werden, was in der Stadt für Kritik für sorgte, da sehr viele ehemalige Industrieflächen der Stadt inzwischen Logistikunternehmen zur Verfügung gestellt wurden.

### GHH-Bonatrans
Auch der Bereich Radsatzfertigung der MAN Gutehoffnungshütte wurde 1995 als GHH Radsatz GmbH ausgegliedert und fusionierte im Februar 2008 mit der französischen Valdunes-Gruppe zu GHH Valdunes. Zum 1. Januar 2014 wurde das Werk in Oberhausen, die Gutehoffnungshütte Radsatz, von der Bonatrans aus Tschechien übernommen. Diese firmiert nun unter GHH-Bonatrans. GHH-Bonatrans ist einer der großen europäischen Lieferanten von Rädern und Wellen für Schienenfahrzeuge.

### Ehemaliges GHH-Weingut St. Antony
Zum GHH/MAN-Konzern gehörte bis 2005 auch das Weingut St. Antony. 1912 hatte die GHH zur Versorgung ihrer Eisenhütten eine Kalkgrube in Nierstein mitsamt den benachbarten Weinbergen erworben. 1920 begann man mit der Produktion eigener Weine, die ausschließlich im Konzern getrunken oder an Kunden verschenkt und vertrieben wurden. Die Kalkgrube wurde 1955 veräußert und der Erlös in das Weingut und seine Kellerei investiert. Nach der Umstrukturierung der GHH zur MAN AG wurde das Weingut nach der St.-Antony-Hütte benannt und schließlich 2005 verkauft.

## Heutige Nutzung ehemaliger GHH-Anlagen in Oberhausen

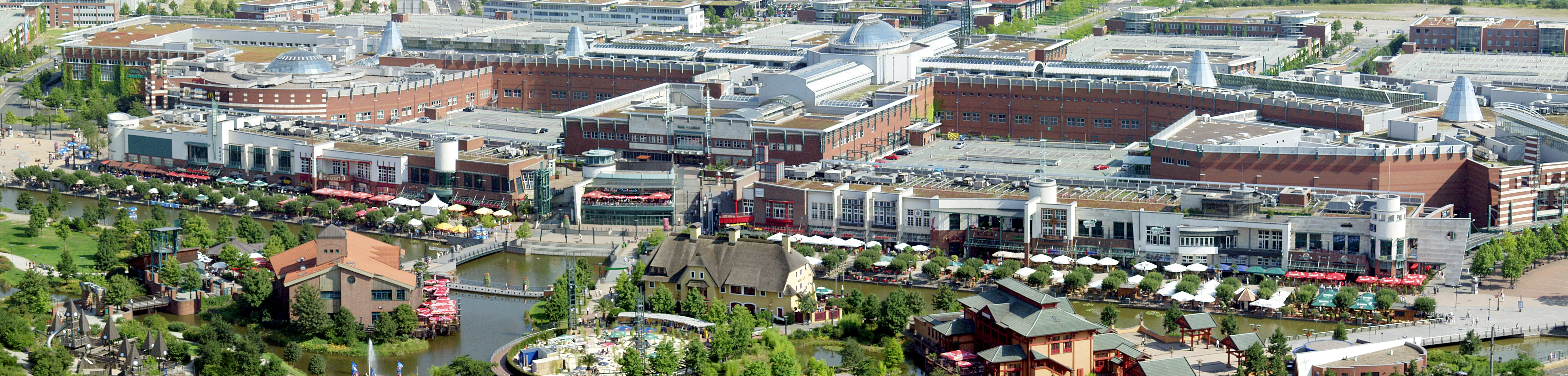
Einkaufszentrum CentrO Oberhausen, Blick vom Gasometer

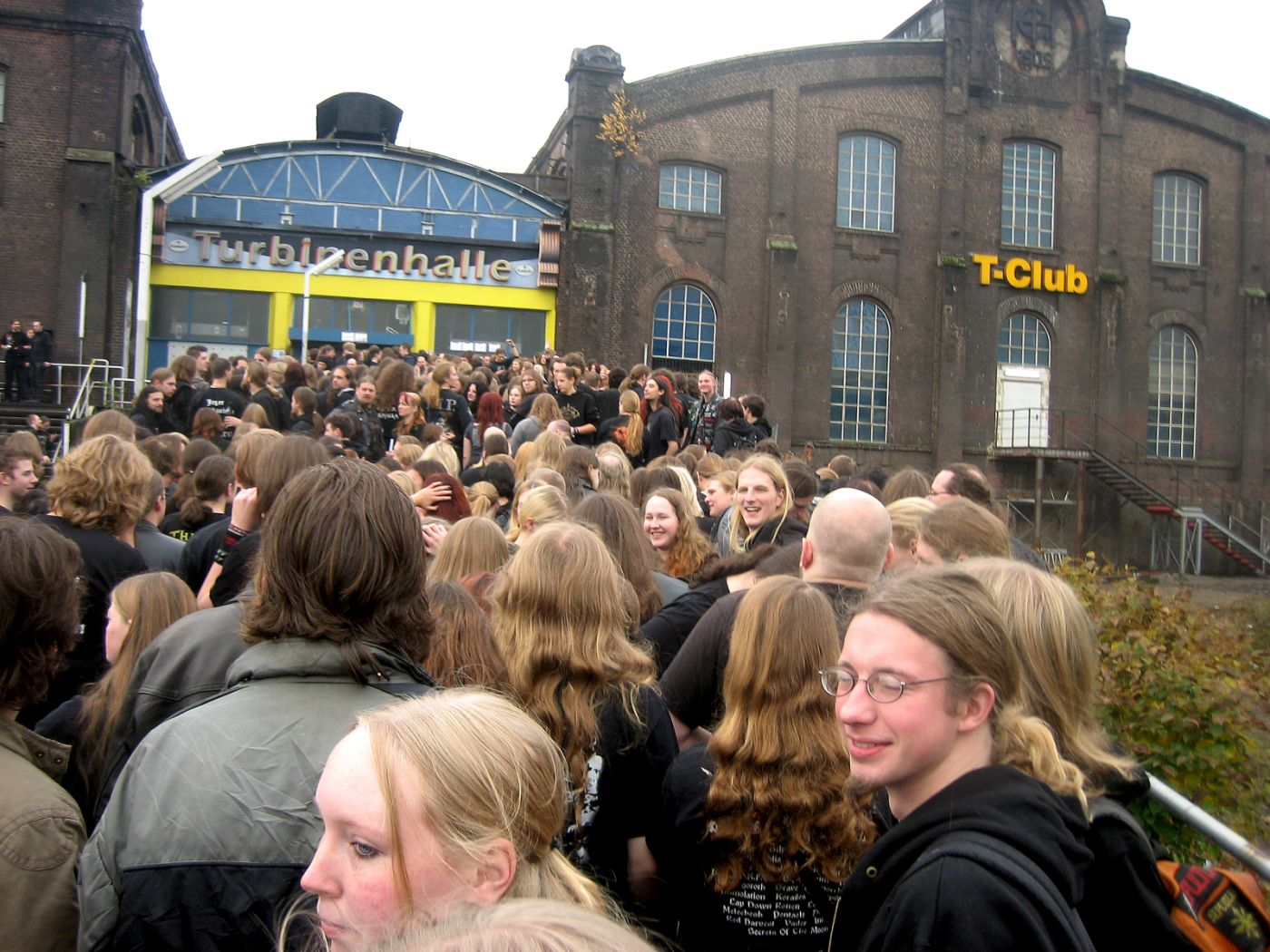
Die ehemalige Turbinenhalle der GHH von 1909 beherbergt heute eine Diskothek

Nach dem Abriss der Werksanlagen in Alt-Oberhausen entstand in den 1990er Jahren im Rahmen des Stadtentwicklungskonzepts Neue Mitte Oberhausen auf dem ehemaligen GHH/Thyssen Niederrhein(TNO)-Gelände mit dem „CentrO“ eines der größten Einkaufs- und Freizeitzentren Europas. Das Elektrostahlwerk, das die Produktion 1997 eingestellt hatte, wurde bis 2006 abgerissen. Das Gelände liegt weitgehend brach, es konnten nur ein Spielcasino und wenige Filialen verschiedener Branchen angesiedelt werden.
Das Werk I der MAN GHH in der Sterkrader Innenstadt wurde ab 1989 bis 2004 kontinuierlich abgerissen. Auf dem frei gewordenen Gelände entstanden die Einkaufszentren „Hirsch-Center“ und „Sterkrader Tor“, ebenso das Seniorenzentrum „Gute Hoffnung“. Die ehemalige Firmenzentrale wurde Ende der 1990er Jahre saniert und dient der Stadt heute als „Technisches Rathaus“.
Weitere bauliche Zeugnisse der einstigen GHH und HOAG in Oberhausen sind neben dem bereits erwähnten Hauptlagerhaus das Werksgasthaus der Gutehoffnungshütte, heute Bestandteil des Technologiezentrums Umweltschutz (TZU) sowie der erhaltene Gasometer Oberhausen, heute als Aussichtspunkt und für Ausstellungen genutzt. Beide stehen unter Denkmalschutz und sind zudem Stationen der Route der Industriekultur. Außerdem gibt es einige umgenutzte Fragmente, darunter die Diskothek „Turbinenhalle“ und einige Brückenbauwerke über den Rhein-Herne-Kanal. Auch im zur Landesgartenschau 1999 angelegten Olga-Park finden sich Reste der industriellen Nutzung. Industrieruinen der GHH und der Zeche Osterfeld wurden bei der Gestaltung der Gärten berücksichtigt und integriert. Der Förderturm der alten GHH-Zeche Sterkrade wurde ebenfalls unter Denkmalschutz gestellt.